# مونوفین

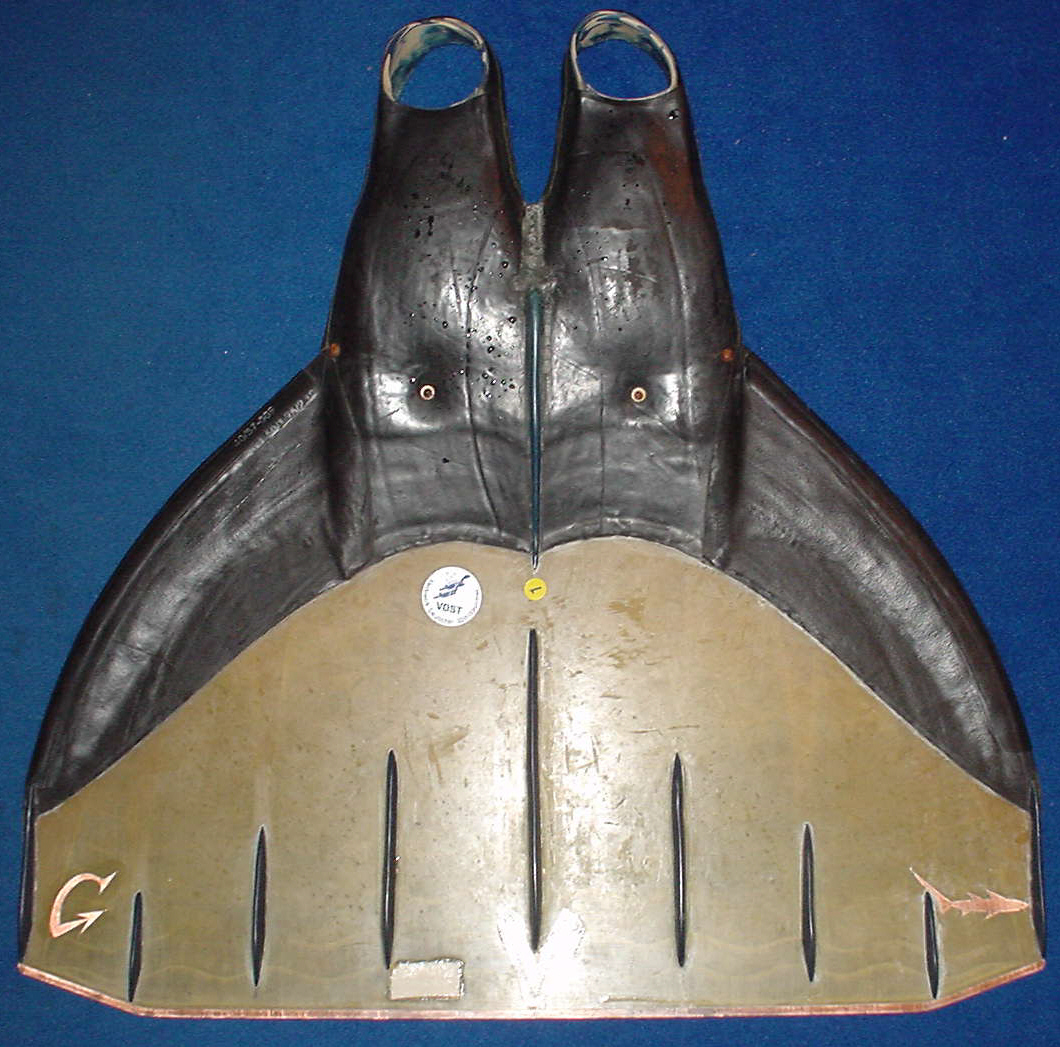
مونوفین

مونوفین (انگلیسی: Monofin) نوعی باله غواصی است که عموماً در ورزش‌های زیرآبی مانند غواصی و غواصی آزاد استفاده می‌شود.
این نوع فین‌های امکان رسیدن به سرعت ۱۲ کیلومتر بر ساعت را به شناگران می‌دهد.

## تاریخچه
مونوفین اولین بار در سال ۱۹۷۲ توسط شناگری اهل اتحاد جماهیر سوسیالیستی شوروی معرفی شد.